# Unokatestvérem, Skeeter
Az Unokatestvérem, Skeeter (eredeti címén Cousin Skeeter) egy amerikai ifjúsági szituációs komédia-sorozat, amelyet a Nickelodeon készített és adott le 1998 és 2001 között (Magyarországon 2000-től vetítette a hazai Nickelodeon 2004-ig ismételve). A főszerepben Robert Ri'chard látható, aki Bobbyt alakítja, egy fiatal fiút, akinek az élete fenekestől felfordul, amikor az unokatestvére, Skeeter, átmenetileg hozzájuk költözik. Skeeter segítségével Bobby sokat tanul az életről, és a felnőtté válás nehézségeiről és szép oldaláról. Meagan Good játssza barátnőjét, Ninát, Rondell Sheridan az apját, Andrét, Angela Mean pedig az anyját, Vanessát. Skeeter szerepe különleges, mert azt egy bábfigura alakítja, akinek az eredeti hangja Bill Bellamy - ettől függetlenül a sorozatban folyamatosan élő személyként hivatkoznak rá, sosem utalnak arra, hogy báb lenne. A show jelenetei alá előre felvett nevetést játszottak be.
A műsor főcímdala a 702 nevű R&B csapat "Steelo" című számának paródiája.

## Áttekintés
A sorozat első epizódja 1998. szeptember 1-jén mutatkozott be, "A Thornberry család"-dal egyszerre, az este 8 órai sávban. Egyike volt azoknak a sorozatoknak, amelyek a multikulturalizmus jegyében igekeztek bejárni témákat (hasonlóan a szintén Nickelodeon-műsor "A Garcia testvérek"-hez). Olyan problémákat igyekeztek ugyanis érinteni, ami az akkori afroamerikai tinédzserek számára mindennaposak voltak, Skeeteren keresztül bemutatva komikussá téve a dolgokat. Általában Skeeter az, aki az epizódokban rendre valami galibát csinál, és Bobbynak kell megoldást találnia.
Az első évadban 20, a másodikban 23, a harmadikban azonban már csak 9 epizód készült, 2001. május 19-én pedig véget ért.

## Szereplők
- Skeeter (Drew Massey mint bábos, Bill Bellamy, mint hang, magyar hangja Crespo Rodrigo): a főszerepet alakító bábfigura, akinek Georgiából New York-ba kell költöznie, hogy az unokatestvérével, Bobbyval éljen. Nagyszájú, impulzív, és nőcsábász, aki minden egyes epizódban valamilyen bajba keveri Bobbyt. Skeeternek több híresség is a jóbarátja, mint például Michael Jordan, Queen Latifah, MC Lyte, és Dennis Rodman. Nehezen lehet őt kihozni a sodrából, kivéve ha kicsinek nevezik (valóban apró testmagassága miatt), amitől teljesen begőzöl.
- Bobby Walker (Robert Ri'chard, magyar hangja Előd Botond): a kaliforniai Inglewoodból származik, okos és jóravaló fiú. Gyakran kerül galibába Skeeter mesterkedései miatt, amivel őt is az őrületbe kergeti.
- André Walker (Rondell Sheridan, magyar hangja Harmath Imre): Bobby apja, aki zenei producerként dolgozik.
- Nina Jones (Meagan Good, magyar hangja Simonyi Piroska): Bobby legjobb barátja, és bár a sorozat kezdete óta van köztük valami, csak később kezdenek el járni. Jellegzetessége gyors beszéde.
- Vanessa Walker (Angela Means): Bobby anyja, aki ügyvédként dolgozik, így őt is eléggé bosszantják Skeeter húzásai. Alig várja, hogy a fiúk főiskolára menjenek, mert akkor kettesben maradhatnak Andréval.
- Nicole (Tisha Campbell): a második évad záró részeiben mutatkozik be. Akárcsak Skeeter, ő is egy bábfigura, vele ellentétben azonban sokkal udvariasabb és tanultabb. Ő és Nina nagyon jó barátnők lesznek. Kemény jellem, még az iskolai amerikai futball-csapathoz is csatlakozni szeretett volna.
- Duke: Bobby legjobb barátja, aki az első két évad néhány részében bukkan fel.
- Geoff: Bobby egyik osztálytársa, aki jellemzően rossz példával jár elő.
- Brenda (Lisa Lopes)

## Fogadtatás
A sorozat kritikai szempontból vegyes fogadtatásra lelt. A The Hollywood Reporter kritikusa szerint a szereplők kidolgozatlanok, és az egymondatos belépőik adnak nekik karaktert. Mások szerint a Bobby és Skeeter közötti különbözőség kellene, hogy példát mutasson utóbbi vonatkozásában a fiataloknak, de az üzenet elvész Skeeter furcsa viselkedése során. Ugyancsak furcsának találták, hogy senki nem jegyzi meg a sorozatban, hogy Skeeter egy bábfigura, és ha élő emberként kezelik, akkor miért kell bábnak alakítania őt. A Rotten Tomatoes kritikája szerint ugyanakkor a sorozat egy nagyszerű alkalom volt, amivel a feketék jelen lehettek a TV-képernyőkön, ráadásul az egyik epizódban, amelyben ellopnak egy kerékpárt, meglehetősen őszintén mutatta be, hogyan reagál a rendőrség a fekete fiatalok bejelentéseire.

## Forráshivatkozások
1. ↑  Richmond, Ray: Cousin Skeeter (amerikai angol nyelven). Variety, 1998. augusztus 28. (Hozzáférés: 2020. november 2.)
2. ↑  http://link.galegroup.com/apps/doc/A50292033/IBTC%5B%5D
3. ↑  Five '90s Kids Shows That Paved the Way for Black Representation on TV (amerikai angol nyelven). (Hozzáférés: 2020. november 2.)

## Fordítás
Ez a szócikk részben vagy egészben  a   Cousin Skeeter című angol Wikipédia-szócikk ezen változatának fordításán alapul.  Az eredeti cikk szerkesztőit annak laptörténete sorolja fel. Ez a jelzés csupán a megfogalmazás eredetét és a szerzői jogokat jelzi, nem szolgál a cikkben szereplő információk forrásmegjelöléseként.